# Рейте, Карлос
Карлос Рейте (исп. Carlos Reyté; род. 12 января 1956) — кубинский легкоатлет, специалист по бегу на короткие дистанции. Выступал за сборную Кубы по лёгкой атлетике в 1980-х годах, обладатель бронзовой медали соревнований «Дружба-84», бронзовый призёр Панамериканских игр, чемпион Центральноамериканских и Карибских игр.

## Биография
Карлос Рейте родился 12 января 1956 года.
Первого серьёзного успеха в лёгкой атлетике на международном уровне добился в сезоне 1981 года, когда вошёл в состав кубинской сборной и выступил на центральноамериканском и карибском чемпионате в Санто-Доминго, где вместе с соотечественниками стал бронзовым призёром в зачёте эстафеты 4×400 метров. Будучи студентом, представлял Кубу на Всемирной Универсиаде в Бухаресте — здесь занял четвёртое место в индивидуальном беге на 400 метров и в эстафете 4×400 метров.
В 1982 году на домашних Центральноамериканских и Карибских играх в Гаване выиграл бронзовую медаль в дисциплине 400 метров и золотую медаль в эстафете 4×400 метров.
В 1983 году выиграл эстафету 4×400 метров на чемпионате Центральной Америки и Карибского бассейна в Гаване. На Панамериканских играх в Каракасе был пятым на дистанции 400 метров и третьим в эстафете 4×400 метров.
Рассматривался в качестве кандидата на участие в летних Олимпийских играх 1984 года в Лос-Анджелесе, однако Куба вместе с несколькими другими странами восточного блока бойкотировала эти соревнования по политическим причинам. Вместо этого Рейте выступил на альтернативном турнире «Дружба-84» в Москве, где в беге на 400 метров показал четвёртый результат, а в эстафете 4×400 метров завоевал бронзовую награду.
В 1985 году бежал 400 метров на Всемирных легкоатлетических играх в помещении в Париже, дошёл до стадии полуфиналов. В этом сезоне установил свои личные рекорды в беге на 400 метров на открытом стадионе и в помещении — 45,50 и 46,79 соответственно.
Завершил спортивную карьеру по окончании сезона 1987 года.